# París-Tours 1963
La París-Tours 1963 fue la 57.ª edición de la clásica París-Tours. Se disputó el 6 de octubre de 1963 y el vencedor final fue el neerlandés Jo De Roo del equipo Saint Raphael-Geminiani, que se impuso al sprint. 

## Clasificación general[1]
|    | Ciclista           | Equipo                   | Tiempo    |
| -- | ------------------ | ------------------------ | --------- |
| 1  | Jo De Roo          | Saint Raphael-Geminiani  | 6h 30'41" |
| 2  | Tom Simpson        | Peugeot-BP               | m.t.      |
| 3  | Raymond Poulidor   | Mercier-Hutchinson-BP    | m.t.      |
| 4  | Carmine Preziosi   | Pelforth-Sauvage-Lejeune | m.t.      |
| 5  | Willy Bocklant     | Faema-Flandria           | m.t.      |
| 6  | Rolf Wolfshohl     | Peugeot-BP               | m.t.      |
| 7  | Norbert Kerckhove  | Dr. Mann                 | m.t.      |
| 8  | Luis Otaño         | Margnat-Paloma           | m.t.      |
| 9  | Ferdinand Bracke   | Peugeot-BP               | m.t.      |
| 10 | Frans Melckenbeeck | Mercier-Hutchinson-BP    | a 9"      |